# Anh Sơn (xã)
Anh Sơn là một xã thuộc thị xã Nghi Sơn, tỉnh Thanh Hóa, Việt Nam.

## Địa lý
Xã Anh Sơn nằm ở phía tây bắc thị xã Nghi Sơn, có vị trí địa lý:
- Phía đông giáp xã Ngọc Lĩnh và xã Thanh Sơn
- Phía tây giáp huyện Nông Cống
- Phía nam giáp xã Các Sơn
- Phía bắc giáp huyện Nông Cống.

Xã Anh Sơn có diện tích 10,78 km², dân số năm 1999 là 4.884 người, mật độ dân số đạt 453 người/km².

## Lịch sử
Từ xa xưa trên địa bàn xã này có tuyến kênh Nhà Lê nối từ kinh đô Hoa Lư đến Đèo Ngang đi qua, là tuyến đường thủy đầu tiên trong lịch sử Việt Nam và được coi là tuyến đường Hồ Chí Minh trên sông vì những đóng góp cho các cuộc chiến tranh của người Việt (hiện là một đoạn của sông Thị Long theo tên gọi địa phương).
Trước đây, Anh Sơn là một xã thuộc huyện Tĩnh Gia.
Ngày 22 tháng 4 năm 2020, Ủy ban Thường vụ Quốc hội ban hành Nghị quyết số 933/NQ-UBTVQH14 thành lập thị xã Nghi Sơn trên cơ sở toàn bộ diện tích và dân số của huyện Tĩnh Gia. Xã Anh Sơn thuộc thị xã Nghi Sơn như hiện nay.